# Amanita pantherina
L'Amanita pantherina (DC.:Fr.) Krombholz è un fungo velenoso molto comune e pertanto abbastanza conosciuto che appartiene alla famiglia delle Amanitaceae.

## Descrizione della specie

### Cappello

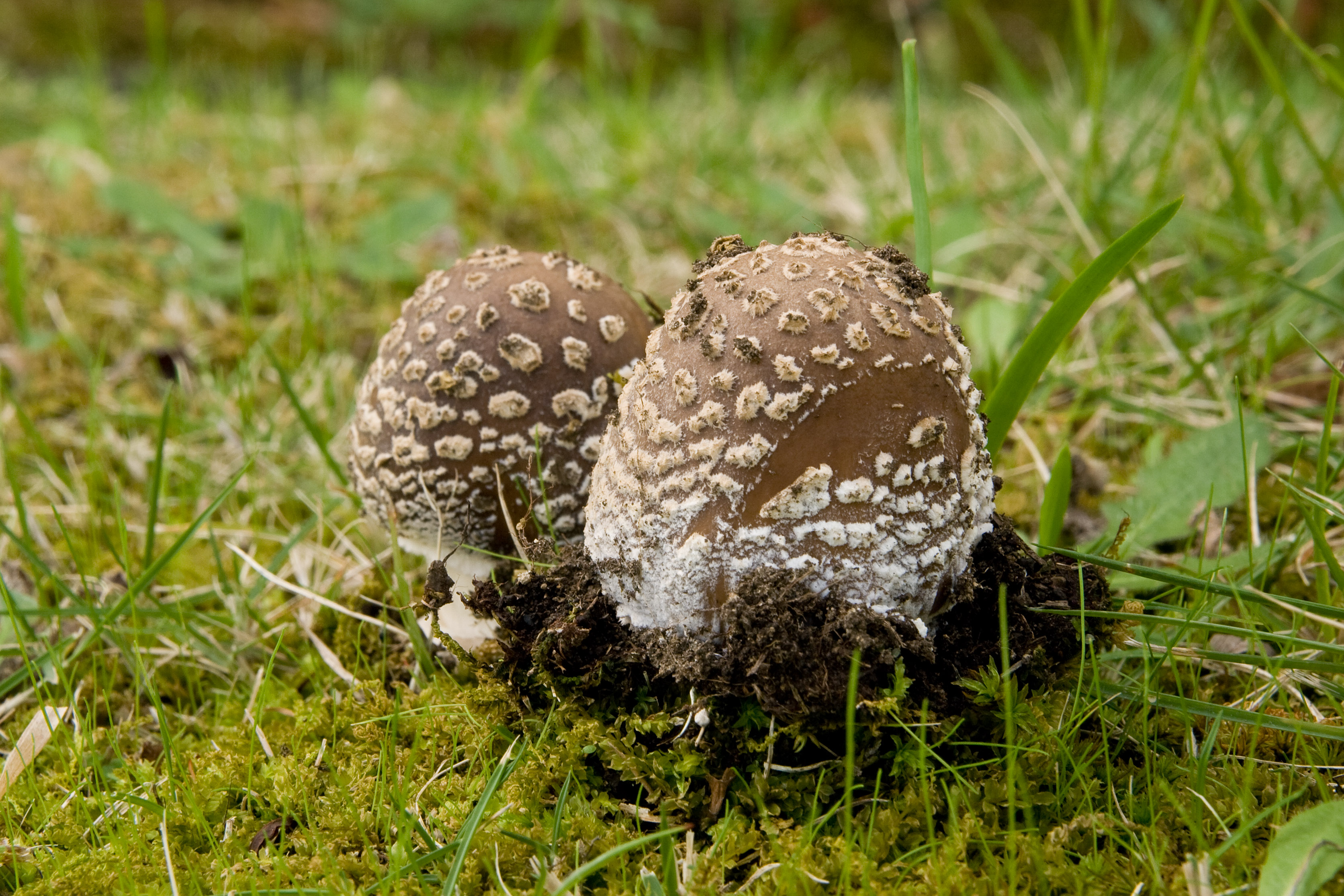
A. pantherina nella fase giovanile;si notano le verruche nel cappello.

10–15 cm, di colore bruno, di forma conico-campanulata o emisferica e poi espanso, pianeggiante, liscio, ricoperto da piccole verruche bianche (importanti per il riconoscimento della specie); margine nettamente striato.

### Lamelle
Bianche, libere al gambo, fitte, con lamellule.

### Gambo
6–12 cm, bianco, cilindrico, prima compatto, poi cavo, si ingrossa alla base in un bulbo.

### Anello
Più o meno ampio, bianco, piuttosto basso.

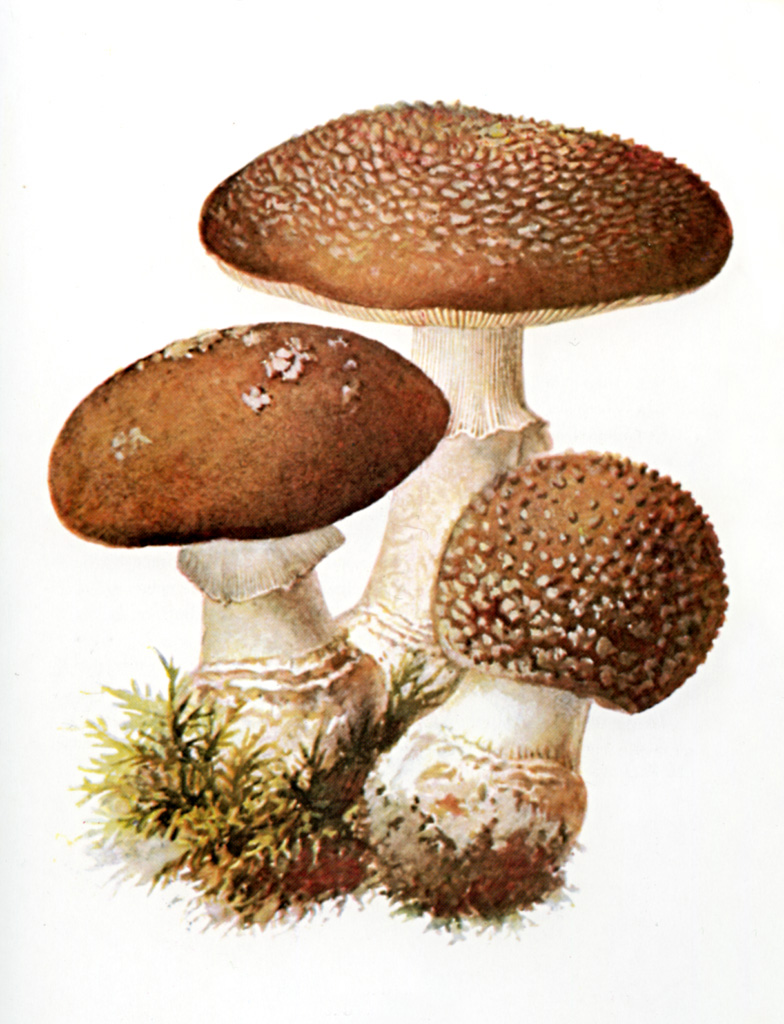
Illustrazione di A. pantherina

### Volva
Bianca, circoncisa aderente al gambo,con uno o due anelli obliqui sopra il bulbo.

### Carne
Bianca, immutabile, soda.
- Odore: subnullo.
- Sapore: dolciastro.

### Spore
Bianche in massa, ovoidali, lisce, non amiloidi, 10-12 x 7-9 µm.

## Habitat
Cresce in estate-autunno, al limitar del bosco, sotto latifoglie e conifere.

## Commestibilità
Molto velenoso, occasionalmente anche mortale.
Causa la sindrome panterinica ad impronta psicomotoria, generalmente benigna, che provoca disturbi gastrointestinali (non sempre presenti) e disturbi nervosi a componente psichica come: eccitazione psicomotoria, vertigini, ebbrezza, euforia, disturbi di fonazione, stato ansioso, depressione, allucinazioni, sonno profondo, spasmi muscolari e convulsioni.
La terapia consiste in gastrolusi, carbone attivo, solfato di magnesio, infusioterapia, sedativi.

## Etimologia
Dal latino pantherinus = relativo alla pantera, per l'aspetto del cappello.

## Nomi comuni
- Tignosa bruna
- Tignosa bigia
- Tignosa rigata
- Tignosa panterina

## Le varietà di Amanita pantherina
- Amanita pantherina var. velatipes
- Amanita pantherina var. abietum
- Amanita pantherina var. alba

## Specie simili
- Amanita ceciliae (velenoso da crudo)
- Amanita rubescens che presenta la carne virante al rosso vinoso (commestibile dopo prolungata cottura, velenoso da crudo)
- Amanita junquillea (velenoso da crudo, fortemente sconsigliato)

## Galleria d'immagini

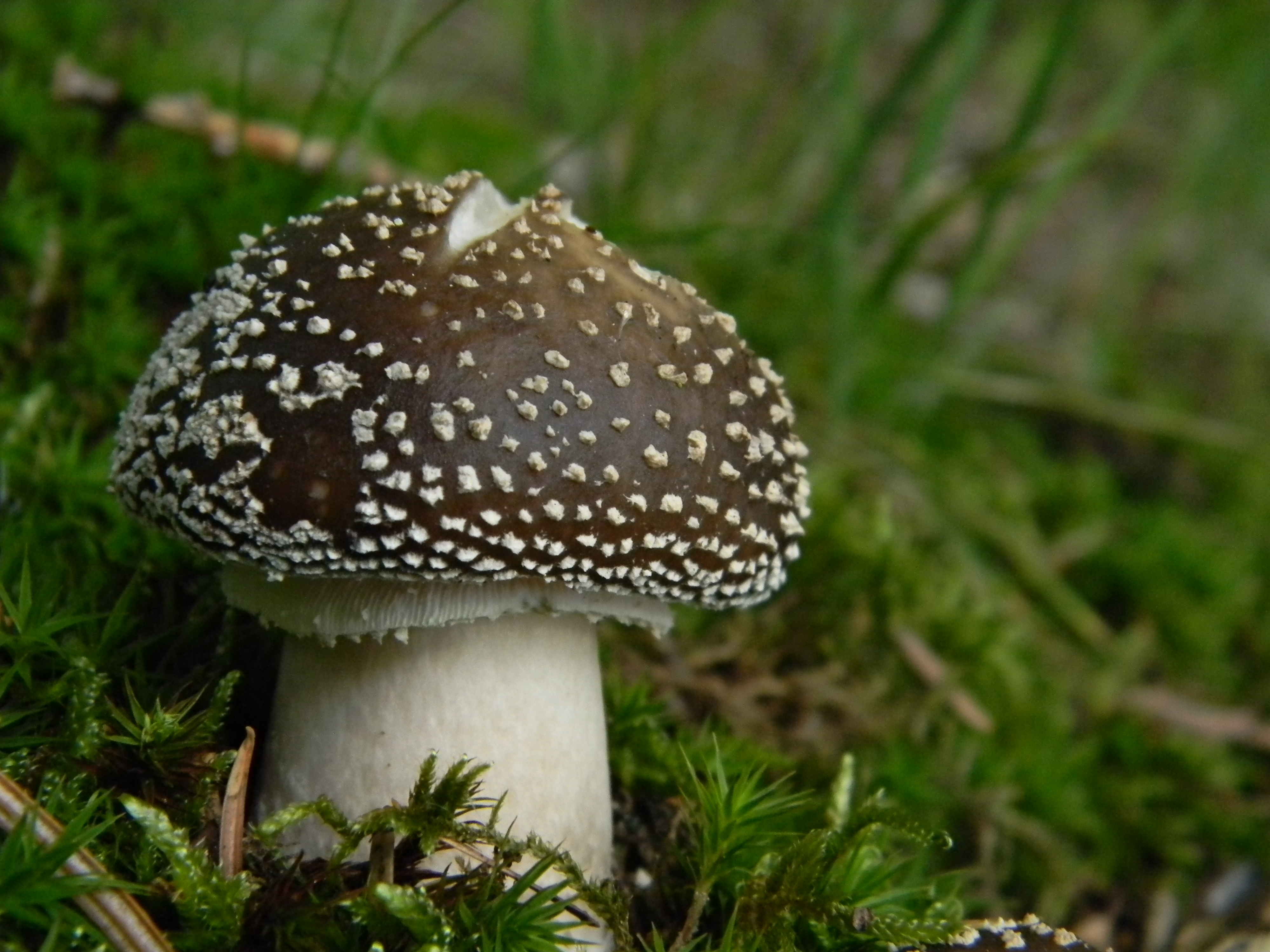
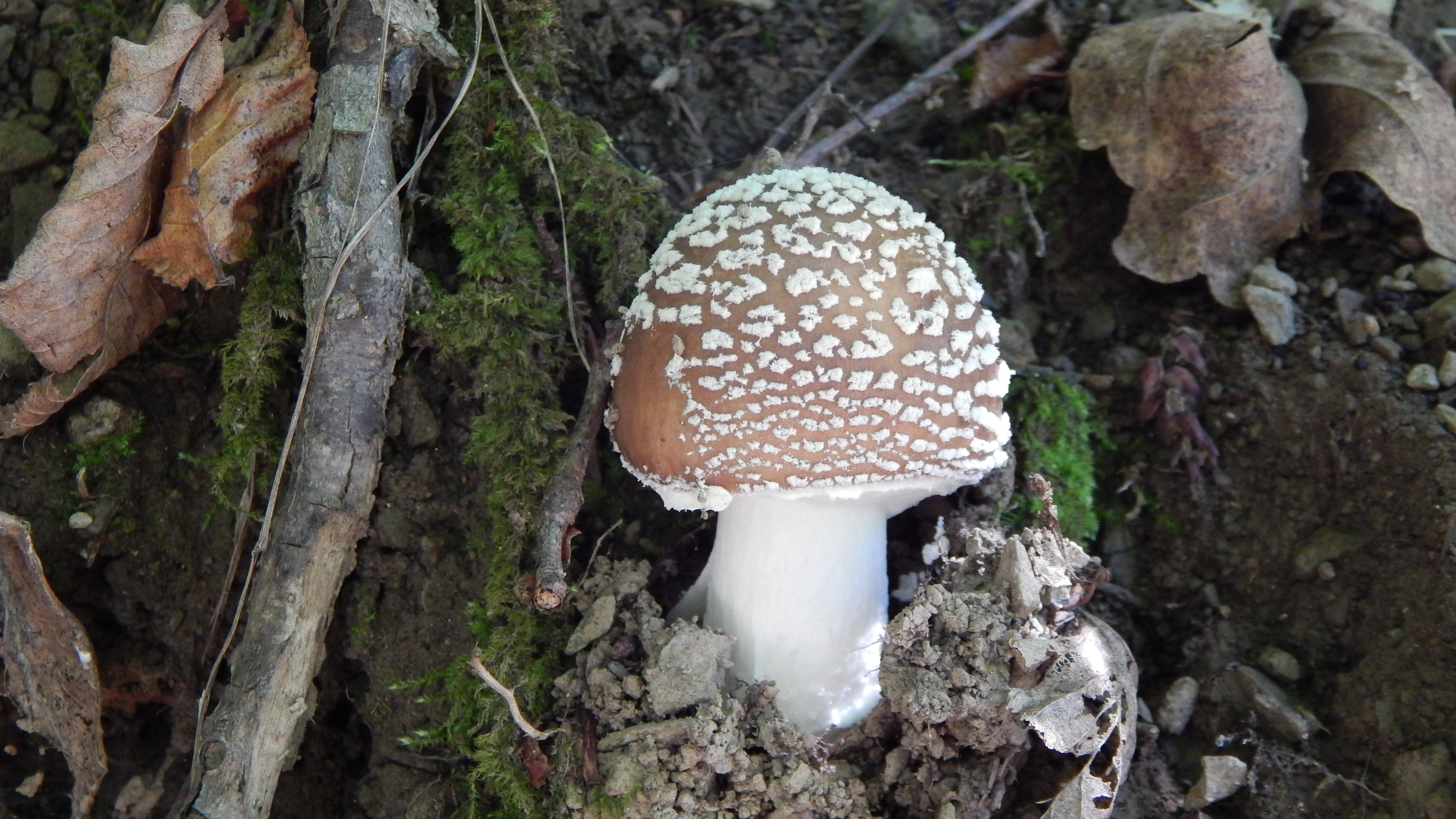
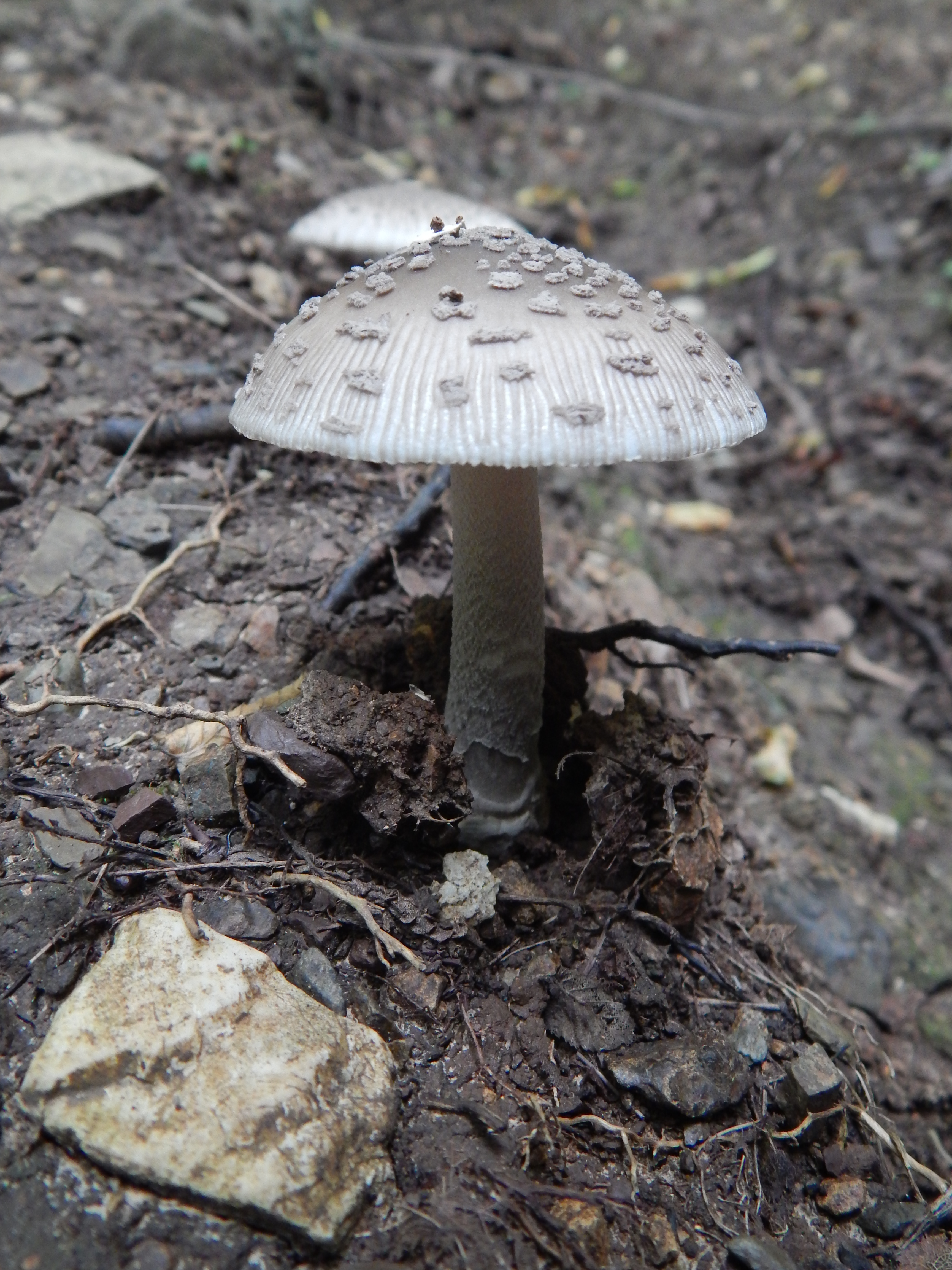
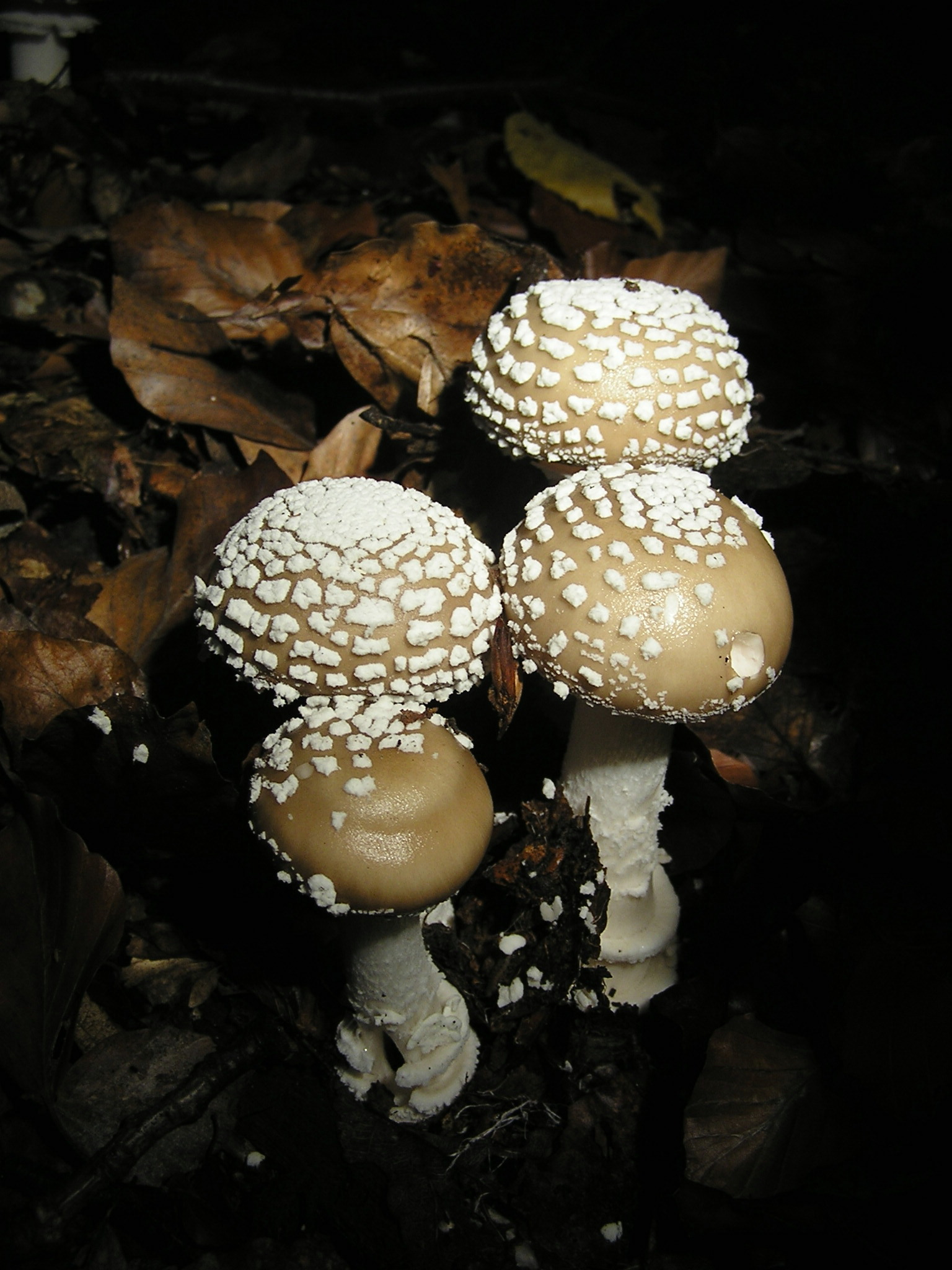
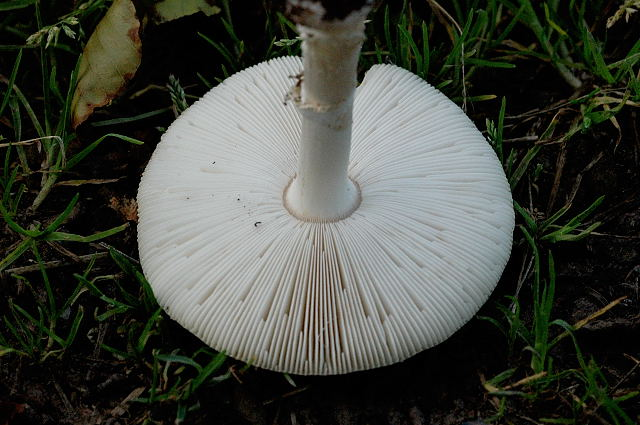
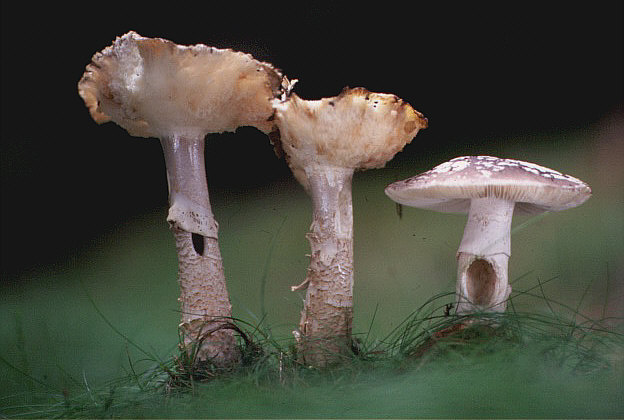